# Каменяк (Шуменська область)
Каменя́к (болг. Каменяк) — село в Шуменській області Болгарії. Входить до складу общини Хитрино.

## Населення
За даними перепису населення 2011 року у селі проживали 475 осіб.
Національний склад населення села:
| Національність   | Кількість осіб | Відсоток |
| ---------------- | -------------- | -------- |
| турки            | 245            | 63,5%    |
| болгари          | 137            | 35,5%    |
| цигани           | 0              | 0%       |
| інша             | 0              | 0%       |
| не визначились   | 4              | 1,0%     |
| Всього відповіли | 386            |          |

Розподіл населення за віком у 2011 році:
Динаміка населення: